# Jobi csillagosgalamb
A jobi csillagosgalamb (Gallicolumba jobiensis) a madarak osztályának galambalakúak (Columbiformes) rendjéhez és a galambfélék (Columbidae) családjához tartozó  faj.

## Előfordulása
Indonéziában, Pápua Új-Guineában és a Salamon-szigeteken honos.

## Alfajai
- Gallicolumba jobiensis jobiensis
- Gallicolumba jobiensis chalconota

## Megjelenése
Testhossza 25 centiméter.

## Életmódja
Tápláléka gyümölcsökből áll.

## Szaporodása
Fészkét fára építi. Fészekalja 2 fehér tojásból áll, melyet 14 napon keresztül költ. A fiatal madarak a kikelés után 16 nappal hagyják el a fészket, felnőtt tollazatuk 34 nap után alakul ki.

## Fordítás
- Ez a szócikk részben vagy egészben  a   White-bibbed Ground-dove című angol Wikipédia-szócikk fordításán alapul.  Az eredeti cikk szerkesztőit annak laptörténete sorolja fel. Ez a jelzés csupán a megfogalmazás eredetét és a szerzői jogokat jelzi, nem szolgál a cikkben szereplő információk forrásmegjelöléseként.